# پنسر
پنسَر (به لاتین: Pensər) یک منطقهٔ مسکونی در جمهوری آذربایجان است که در شهرستان آستارا واقع شده‌است.

## جمعیت
پنسر ۴٬۷۰۲ نفر جمعیت دارد.

## ریشه واژه
پنسر از دو واژه تالشی پن (بالا-بالایی) و سر تشکیل شده است و معنای آن روستای بالایی است. در منابع تاریخی از جمله صفوه‌الصفا از آن با نام بوته‌سر یاد شده است.

## جغرافیا
پنسر در کنار کوه‌های تالش و در جلگه پست لنکران جای دارد. فاصله آن تا شهر باکو ۲۶۸ کیلومتر و تا شهر آستارا ۲۰ کیلومتر فاصله دارد.

## تاریخچه
شیخ زاهد گیلانی در روستای بوته‌سر آستارا (که اکنون پنسر نام دارد)، زیر نظر سید جمال‌الدین گیلانی، از صوفیان سده سیزدهم میلادی، تحصیل کرد. سید جمال‌الدین گیلانی در ۲۸ نوامبر ۱۲۵۳ میلادی درگذشت و امروزه آرامگاه او در گورستان روستای پنسر در شهرستان آستارا قرار دارد.
این آبادی در خانات تالش قرار داشت. در کتاب اخبارنامه نقشه‌ای که در سال ۱۸۲۹ میلادی ترسیم شده است، نام آن بوته‌سر ذکر شده و در مناطق پست ساحلی میان لنکران و آستارا قرار داشته است.